# Хот Спринг Вилиџ (Арканзас)
Хот Спринг Вилиџ (енгл. Hot Springs Village) насељено је место без административног статуса у америчкој савезној држави Арканзас.

## Демографија
По попису из 2010. године број становника је 12.807, што је 4.41 (52,5%) становника више него 2000. године.
| Група             | 2000.         | 2010.          |
| Белци             | 8.158 (97,2%) | 12.292 (96,0%) |
| Афроамериканци    | 79 (0,9%)     | 145 (1,1%)     |
| Азијати           | 16 (0,2%)     | 49 (0,4%)      |
| Хиспаноамериканци | 85 (1,0%)     | 197 (1,5%)     |
| Укупно            | 8.397         | 12.807         |